# 안도 노부타미
안도 노부타미(일본어: 安藤信民, 1859년 11월 10일 ~ 1863년 9월 22일)는 일본 에도 시대의 다이묘로, 이와키 다이라 번의 6대 번주이다.
안세이 6년, 선대 번주인 안도 노부마사의 맏아들로 태어났다. 분큐 2년(1862년), 아버지 노부마사가 사카시타 문 밖의 변으로 실각하고, 음력 8월 16일에는 강제 은거 처분을 받게 되자, 그 뒤를 이어 번주가 되었다. 다만 고쿠다카는 5만 석에서 3만 석으로 삭감되었다. 아직 나이가 어린 탓에 실제 정무는 노부마사가 대행했다. 분큐 3년 음력 8월 10일에 5세의 나이로 사망하였다. 후사가 없어서, 노부마사에 의해 이와무라다번의 나이토 가문에서 양자로 들어온 안도 노부타케가 그 뒤를 이었다.
| 전임 안도 노부마사 | 제6대 이와키 다이라 번 번주 (안도가) 1862년 ~ 1863년 | 후임 안도 노부타케 |